# Sociaal plan
Een sociaal plan is een overeenkomst die wordt opgesteld tussen een of meerdere werkgevers en een of meerdere vakorganisaties, en die de personele gevolgen van een reorganisatie regelt. In sommige gevallen wordt een sociaal plan niet met de vakorganisaties maar met de ondernemingsraad overeengekomen, of stelt de werkgever het sociaal plan eenzijdig vast. De rechter hecht in de praktijk meer waarde aan een sociaal plan dat met de vakorganisaties is overeengekomen.  
In een sociaal plan wordt geregeld wat de gevolgen zijn van een reorganisatie voor medewerkers. Daarbij wordt bijvoorbeeld ingegaan op de rechtspositie en arbeidsvoorwaarden van medewerkers, maar ook kunnen meer algemene afspraken over werkgelegenheid gemaakt worden. Concreter gaat het bijvoorbeeld om hoe medewerkers op een andere functie geplaatst worden bij een reorganisatie, of hoe omgegaan wordt met collectief ontslag, en wat de arbeidsvoorwaardelijke gevolgen zijn (bijvoorbeeld een ontslaguitkering, of de gevolgen voor het salaris als een medewerker op een andere functie geplaatst wordt). In een sociaal plan kunnen ook afspraken vastgelegd worden over bijvoorbeeld scholing, begeleidingsfaciliteiten naar ander werk, welke reisafstand acceptabel is, of hoe een medewerker bezwaar kan maken tegen de plaatsing op een andere functie. 
Reorganisaties kunnen arbeidsvoorwaardelijke gevolgen hebben, bijvoorbeeld doordat een medewerker op een andere functie terechtkomt waar een ander arbeidsvoorwaardenpakket hoort, of doordat een organisatieonderdeel afgestoten wordt en daardoor een andere cao gaat gelden voor dat onderdeel. In het sociaal plan wordt dan vastgelegd, hoe de verschillen met het nieuwe arbeidsvoorwaardenpakket opgevangen wordt (bijvoorbeeld of sprake is van een garantie of afbouw).
Het opstellen van een sociaal plan bij een reorganisatie is niet wettelijk verplicht. Soms is er in de cao wel een afspraak over gemaakt. Op grond van de Wet op de ondernemingsraden moet de werkgever wel aan de ondernemingsraad inzichtelijk maken hoe omgegaan wordt met de personele gevolgen bij een reorganisatie. Bovendien heeft de ondernemingsraad bij een reorganisatie in het algemeen adviesrecht. Het kan daarom voorkomen dat een ondernemingsraad voor een positief advies als voorwaarde stelt dat er een sociaal plan is.